# Kirill Kabanov
Kirill Kabanov, född 16 juli 1992, är en rysk ishockeyspelare som för närvarande spelar i Aalborg Pirates i Metal Ligaen.

## Karriär
Vid 15 års ålder skrev han ett femårskontrakt med HK Spartak Moskva, vars kontrakt innehade en klausul som gav möjligheten att brytas i förtid för NHL. Kabanov beskrevs som en rysk stortalang och debuterade i KHL som 16-åring. Salavat Julajev Ufa skulle senare överta rättigheterna om Kabanov och de vägrade att behålla ett avtal om klausul i kontraktet, varför Kabanov valde att lämna rysk ishockey för Moncton Wildcats i QMJHL. Han kom även i konflikt med Moncton Wildcats och lämnade klubben under säsongen 2010-11. Han spelade därefter 37 matcher för Lewiston MAINEiacs, för vilka han gjorde sammanlagt 28 poäng (varav 11 mål). 
Kabanov spåddes gå tidigt i NHL-draften 2010, men på grund av hans skandalomsusade inledning på sin karriär blev han vald först i tredje rundan som 65:e spelare totalt av New York Islanders.